# Demetrio Korsi
Demetrio Korsi (Panamá, 13 de enero de 1899 – ibíd., 30 de octubre de 1957) fue un poeta panameño, representante del paso de la literatura modernista a la literatura vanguardista en la primera mitad del siglo XX. Sus obras están enfocadas en la realidad nacional y en los hechos históricos, con un toque de humor. Abordó temas como el folklore, los aportes culturales afroindígenas y la cuestión del Canal de Panamá.

## Biografía
De padre griego y madre panameña, inició estudios de medicina y de abogacía que no llegó a terminar por motivos de salud. En 1916 algunos de sus poemas fueron incluidos por Octavio Méndez Pereira en la antología Parnaso Panameño, con lo cual tomó impulso su vocación poética. 
Residió varios años en París y en Nueva York. Se desempeñó como cónsul en San Francisco (California) y en Kingston (Jamaica británica) y en El Havre, Burdeos y Marsella.
En 1926 se casó en El Havre con la francesa Angela Julian, con quien tuvo una hija, Jacqueline. Divorciado, se casó en Panamá en 1948 con Eloísa Matilde Sandoval, con quien tuvo tres hijos, Dolly Elena, Demetrio III y Sheila. Falleció el 30 de octubre de 1957 en la Ciudad de Panamá, mientras trabajaba en uno de sus poemas.

## Obras
- Los Poemas Extraños (1920)
- Los pájaros de la montaña (1924)
- Bajo el sol de California (1924)
- El viento de la montaña (1926)
- El Palacio del Sol (1927)
- Block (1934)
- Incidente de Cumbia (1935)
- El grillo que cantó sobre el canal (1937)
- Cumbia y otros poemas panameñistas (1941)
- El grillo que cantó bajo las hélices (1942)
- Yo cantaba a la falda del Ancón (1943)
- Pequeña Antología (1947)
- Canciones efímeras (1950)
- Nocturno en gris (1952)
- Los gringos llegan y la cumbia se va... (1953)
- El tiempo se perdía y todo era lo mismo (1955)
- Los Ruiseñores Ciegos.
- Nunca Mía
- Visión de Panamá
- Vespertina (1923)